# Ghiacciaio Deville
Il ghiacciaio Deville (in inglese Deville Glacier) è un ghiacciaio situato sulla costa di Danco, nella parte occidentale della Terra di Graham, in Antartide. Il ghiacciaio, il cui punto più alto si trova 850 m s.l.m., è sito in particolare sulla penisola Arctowski, dove fluisce lungo il versante meridionale delle cime Laussedat fino ad arrivare alla baia di Andvord.

## Storia
Il ghiacciaio Deville è stato osservato su una mappa del governo argentino del 1952 e non si sa chi abbia effettivamente effettuato il suo avvistamento, esso è stato comunque così battezzato nel 1960 dal Comitato britannico per i toponimi antartici in onore di Edouard G. Deville, generale ricognitore del Canada dal 1885 al 1924, che introdusse e sviluppò metodi fotogrammetrici per le rilevazioni geografiche in Canada dal 1888 in avanti.